# حور عين
الحُورُ العِينُ هو اسم يشير إلى اعتقاد إسلامي لكائنات في الجنة، ويكن نساء أعددن لأصحاب الجنة من الرجال ويفوق جمالهن الوصف. ثبت في السنَّة النبوية أن للشهيد اثنتين وسبعين من الحور العين. وأن أدنى أهل الجنة له زوجتان. ومنهم من له أكثر من ذلك. فعن المقدام بن معديكرب قال: قال الرسول ﷺ: «للشهيد عند الله ست خصال: يغفر له في أول دفعة من دمه، ويرى مقعده من الجنة، ويجار من عذاب القبر، ويأمن من الفزع الأكبر، ويوضع على رأسه تاج الوقار الياقوتة منها خير من الدنيا وما فيها، ويزوج اثنتين وسبعين زوجة من الحور العين، ويشفع في سبعين من أقاربه».
«وبالنسبة لنساء الدنيا في الجنة فإن الله عز وجل يكسوهن جمالًا يتفوقن به على الحور العين».

## الأصل اللغوي
الحوراء: هي المرأة البيضاء وحوراء العين: أي شديدة بياض العين وشديدة سوادها.

## الحور العين في النصوص الدينية الإسلامية

### وصف للحور العين فيالقرآن الكريم
- ﴿وَحُورٌ عِينٌ ۝٢٢ كَأَمْثَالِ اللُّؤْلُؤِ الْمَكْنُونِ ۝٢٣﴾[4] (سورة الواقعة، الآية 22-23). قال السعدي: «أي: ولهم حور عين، والحوراء: التي في عينها كحل وملاحة، وحسن وبهاء، والعِين: حسان الأعين وضخامها، وحسن العين في الأنثى من أعظم الأدلة على حسنها وجمالها. (كَأَمْثَالِ اللُّؤْلُؤِ الْمَكْنُونِ) أي: كأنهن اللؤلؤ الأبيض الرطب الصافي البهي، المستور عن الأعين والريح والشمس، الذي يكون لونه من أحسن الألوان، الذي لا عيب فيه بوجه من الوجوه، فكذلك الحور العين، لا عيب فيهن بوجه، بل هن كاملات الأوصاف، جميلات النعوت. فكل ما تأملته منها لم تجد فيه إلا ما يسر الخاطر ويروق الناظر»[5]
- ﴿كَأَنَّهُنَّ الْيَاقُوتُ وَالْمَرْجَانُ ۝٥٨﴾[6] (سورة الرحمن، الآية 58). قال الطبري: «قال ابن زيد في قوله (كأنهن الياقوت والمرجان): كأنهن الياقوت في الصفاء، والمرجان في البياض، الصفاء صفاء الياقوتة، والبياض بياض اللؤلؤ»[7]
- ﴿إِنَّا أَنْشَأْنَاهُنَّ إِنْشَاءً ۝٣٥ فَجَعَلْنَاهُنَّ أَبْكَارًا ۝٣٦ عُرُبًا أَتْرَابًا ۝٣٧﴾[8] (سورة الواقعة، الآية 35-37). قال ابن كثير: "قوله (عُرُباً): قال سعيد بن جبير عن ابن عباس يعني: متحببات إلى أزواجهن، وعن ابن عباس: العُرُب العواشق لأزواجهن، وأزواجهن لهن عاشقون. وقوله (أَتْرَابًا) قال الضحاك عن ابن عباس يعني: في سن واحدة ثلاث وثلاثين سنة. وقال السدي: (أترابًا) أي: في الأخلاق المتواخيات بينهن ليس بينهن تباغض ولا تحاسد، يعني: "لا كما كن ضرائر متعاديات" [9]

وقال الحافظ ابن حجر: عن مجاهد في قوله (عُرُباً أتراباً) قال: هي المحببة إلى زوجها
- ﴿فِيهِنَّ خَيْرَاتٌ حِسَانٌ ۝٧٠﴾[11] (سورة الرحمن، الآية70). قال ابن القيم: ووصفهن بأنهن خيرات حسان وهو جمع خَيْرة وأصلها خَيّرة وهي التي قد جمعت المحاسن ظاهرًا وباطنًا، فكمل خلقها وخلقها فهن خيرات الأخلاق، حسان الوجوه.[12]
- ﴿وَبَشِّرِ الَّذِينَ آمَنُوا وَعَمِلُوا الصَّالِحَاتِ أَنَّ لَهُمْ جَنَّاتٍ تَجْرِي مِنْ تَحْتِهَا الْأَنْهَارُ كُلَّمَا رُزِقُوا مِنْهَا مِنْ ثَمَرَةٍ رِزْقًا قَالُوا هَذَا الَّذِي رُزِقْنَا مِنْ قَبْلُ وَأُتُوا بِهِ مُتَشَابِهًا وَلَهُمْ فِيهَا أَزْوَاجٌ مُطَهَّرَةٌ وَهُمْ فِيهَا خَالِدُونَ ۝٢٥﴾[13] (سورة البقرة، الآية25). قال ابن القيم: ووصفهن بالطهارة فقال: (ولهم فيها أزواج مطهرة) طهرن من الحيض والبول والنجو (الغائط) وكل أذى يكون في نساء الدنيا، وطهرت بواطنهن من الغيرة وأذى الأزواج وتجنيهن عليهم وإرادة غيرهم [14]
- ﴿فِيهِنَّ قَاصِرَاتُ الطَّرْفِ لَمْ يَطْمِثْهُنَّ إِنْسٌ قَبْلَهُمْ وَلَا جَانٌّ ۝٥٦﴾[15] (سورة الرحمن، الآية56)

﴿حُورٌ مَقْصُورَاتٌ فِي الْخِيَامِ ۝٧٢﴾ (سورة الرحمن، الآية72)
قال ابن القيم: ووصفهن بأنهن (مقصورات في الخيام) أي: ممنوعات من التبرج والتبذل لغير أزواجهن، بل قد قُصِرْن على أزواجهن، لا يخرجن من منازلهم، وقَصَرْنَ عليهم فلا يردن سواهم، ووصفهن سبحانه بأنهن (قاصرات الطرف) وهذه الصفة أكمل من الأولى، فالمرأة منهن قد قصرت طرفها على زوجها من محبتها له ورضاها به فلا يتجاوز طرفها عنه إلى غيره.
﴿وَكَوَاعِبَ أَتْرَابًا ۝٣٣﴾.: أي ثدهن نواهد مثل الرمان غير متدلي للأسفل من نضارتهن وجمالهن.

### وصف للحور العين فيالسنة
جاء في السنة ما في وصف الحور العين، ومن ذلك:
عن علي، قَالَ رَسُولُ اللَّهِ ﷺ : «إِنَّ فِي الْجَنَّةِ لَمُجْتَمَعًا لِلْحُورِ الْعِينِ يُرَفِّعْنَ بِأَصْوَاتٍ لَمْ يَسْمَعْ الْخَلَائِقُ مِثْلَهَا قَالَ يَقُلْنَ نَحْنُ الْخَالِدَاتُ فَلَا نَبِيدُ وَنَحْنُ النَّاعِمَاتُ فَلَا نَبْؤُسُ وَنَحْنُ الرَّاضِيَاتُ فَلَا نَسْخَطُ طُوبَى لِمَنْ كَانَ لَنَا وَكُنَّا لَهُ» سنن الترمذي
وأيضًا قوله: (لا تؤذي امرأة زوجها إلا قالت زوجته من الحور العين لا تؤذيه قاتلك الله فإنما هو عندك دخيل أوشك أن يفارقك إلينا).
- عن أبي هريرة رضي الله عنه قال: قال رسول الله ﷺ: (إن أول زمرة يدخلون الجنة على صورة القمر ليلة البدر، ثم الذين يلونهم كأشد كوكب دري في السماء إضاءة، قلوبهم على قلب رجل واحد لا اختلاف بينهم ولا تباغض، لكل امرئ منهم زوجتان من الحور العين، يرى مخ سوقهن من وراء العظم واللحم من الحسن)[20]

قال ابن حجر: الحور التي يحار فيها الطرف يبان مخ سوقهن من وراء ثيابهن، ويرى الناظر وجهه في كبد إحداهن كالمرآة من رقة الجلد وصفاء اللون.
- عن أنس رضي الله عنه قال: قال رسول الله ﷺ: (لو أن امرأة من نساء أهل الجنة اطلعت إلى الأرض لأضاءت ما بينهما، ولملأت ما بينهما ريحًا، ولنصيفها على رأسها خير من الدنيا وما فيها)[22]

### في الفتاوي
سئل الشيخ ابن عثيمين: هل الأوصاف التي ذكرت للحور العين تشمل نساء الدنيا؟
فأجاب: الذي يظهر لي أن نساء الدنيا يكنَّ خيراً من الحور العين، حتى في الصفات الظاهرة، والله أعلم.